# 青垣町
青垣町（日语：／ Aogaki chō */?）是日本兵庫縣冰上郡內一個已撤銷的町，面積達99.86平方公里，據2004年10月1日的統計，推算人口為7,092人，名稱源於公開招募:429-430，1955年4月1日由同郡佐治町、蘆田村、神樂村和遠阪村合併而成:430，2004年11月1日與同郡柏原町、冰上町、春日町、山南町、市島町合併成丹波市，現在分別是丹波市青垣町東蘆田、田井繩、栗住野、西蘆田、口鹽久、佐治、小倉、市原、澤野、奧鹽久、檜倉、大名草、大稗、小稗、惣持、文室、稻土、遠阪、山垣和中佐治。

## 地理

### 地形與地質

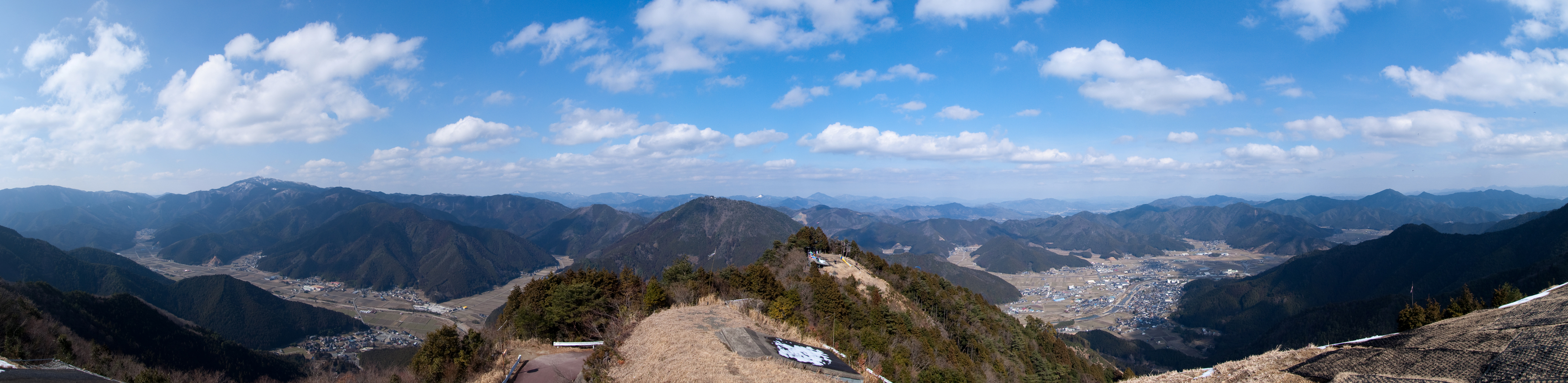
在岩屋山上俯瞰青垣町，左邊是神樂地區，右邊是佐治地區

青垣町位於兵庫縣東北部，或作中部與中部偏東，冰上郡和丹波市的西北部，東面是京都府夜久野町（現京都府福知山市夜久野町）和福知山市，西面和北面是同縣的山東町和生野町（現兵庫縣朝來市山東町以及生野町各町），南面是同郡的冰上町（現丹波市冰上町各町），同時也位處於日本標準時子午線。全町地處丹波高地的西北部:12，屬加古川上流佐治川的流域，四面由高約700米至1,000米的群山所包圍，整體面積達99.86平方公里，其中佔約八成的森林地區幾乎都是日本柳杉和日本扁柏，為兵庫縣內規模最大的人工林，其中遠阪地區為重要里地里山之一。地質方面，青垣町大部的地層形成於古生代，神樂地區以沉積岩為主，並且被在中生代火山爆發時的火成岩安山岩所覆蓋，播州峠附近則是石英斑岩，遠阪地區則是鹽基性岩以及沉積岩，佐治和蘆田則以古生代的岩石為主，並且被流紋岩和凝灰岩所覆蓋，而町內歷史最悠久的地層推測是形成於石炭紀的板岩（秩父古生層），同時也夾雜千枚岩、砂岩、石灰岩、角岩、花崗閃長岩、輝長岩、蛇紋岩、閃長岩和礫岩等各種岩石，另外也有洪積層和沖積層:15-19。

### 氣候
青垣町屬於大陸性氣候，冬冷夏熱，全年平均氣溫是13.9度，年間降雨量約1,757.7毫米，最大降雨量是在1907年8月25日於佐治錄得的300毫米，佐治川亦曾經多次因為暴雨而氾濫，在伊勢灣颱風吹襲期間，兩棟房屋全毀，七棟房屋半毀，一棟被沖走，152戶水深入屋，受災人數達1萬人，5人受傷。另一方面，也曾經發生過數次旱災，神樂和遠阪地區由於位處深山，日照時間較短，秋天時常下陣雨。秋冬之間，受到移動性高氣壓的影響，晚上天晴的話翌日早上幾乎必定有稱為輻射霧的濃霧。冬天時降雪量各地區迴異，北部的神樂和遠阪地區與南部的蘆田地區相差甚遠，其中尤其以今出、遠阪、大名草、大稗和稻土一帶均曾經有過積雪量達120厘米的紀錄，全町均是豪雪地帶:20-27

### 組成區劃

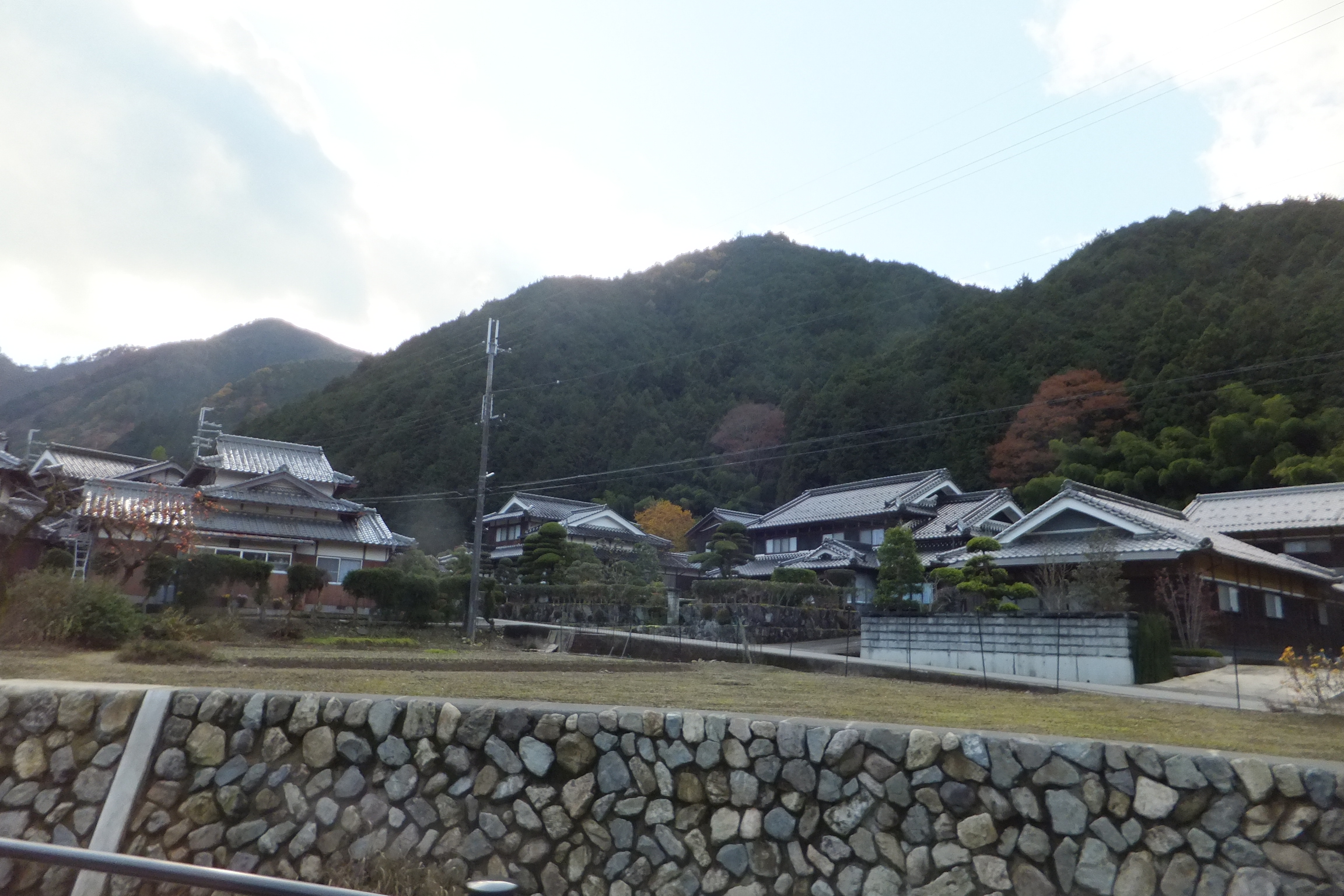
檜原

青垣町按舊市町村劃分，可以分成蘆田地區、佐治地區、神樂地區和遠阪地區，蘆田地區由大字東蘆田、田井繩、栗住野、西蘆田和口鹽久組成，其中栗住野和東蘆田以南分別是沼和小谷（現丹波市冰上町沼和小谷），栗住野以北為田井繩，田井繩以東為東蘆田，以西為西蘆田，以北為口鹽久和奧鹽久。佐治地區由大字佐治、小倉、市原、澤野和奧鹽久組成，奧鹽久以北是樽水（現福知山市樽水），以西為澤野，澤野以南為佐治，佐治以西為小倉，小倉以北為市原，市原以西為文室。神樂地區由大字檜倉、大名草、大稗、小稗、惣持、文室和稻土組成，文室以東為稻土，以西為惣持，惣持以西為小稗，小稗以西為大稗，檜倉位於小倉以西，檜倉以西為大名草。遠阪地區由大字遠阪、山垣和中佐治組成，中佐治位於澤野以北，中佐治以北是山垣，山垣以東為談字法用（現福知山市談），以北為遠阪，遠阪以北為千原（現福知山市夜久野町千原）。
| 地區     | 大字   | 小字                                                         |
| -------- | ------ | ------------------------------------------------------------ |
| 蘆田地區 | 東蘆田 | 大野、蘆谷、竹之內、光留谷、殿谷、蘆生                       |
| 蘆田地區 | 田井繩 | —                                                            |
| 蘆田地區 | 栗住野 | —                                                            |
| 蘆田地區 | 西蘆田 | —                                                            |
| 蘆田地區 | 口鹽久 | —                                                            |
| 佐治地區 | 佐治   | 新町、新川町、東町、中町、荒神町、愛宕町、上町、本町、大正町 |
| 佐治地區 | 小倉   | 小倉、森                                                     |
| 佐治地區 | 市原   | 市原、岩本、大箕                                             |
| 佐治地區 | 澤野   | 澤野、小和田、寺內、矢之內                                   |
| 佐治地區 | 奧鹽久 | —                                                            |
| 神樂地區 | 檜倉   | —                                                            |
| 神樂地區 | 大稗   | —                                                            |
| 神樂地區 | 小稗   | —                                                            |
| 神樂地區 | 惣持   | —                                                            |
| 神樂地區 | 文室   | —                                                            |
| 神樂地區 | 大名草 | 清所                                                         |
| 神樂地區 | 稻土   | 明號、日向、西山、菅原                                       |
| 遠阪地區 | 遠阪   | 遠阪、今出、和田、德畑                                       |
| 遠阪地區 | 山垣   | 向、上地、下地、平地                                         |
| 遠阪地區 | 中佐治 | 中佐治、杉谷、岡見、平野、有河內、應相寺                     |

## 歷史
青垣町的歷史可以追溯至繩文時代，在口鹽久西谷的山麓出土了繩文土器，亦有約19座古墳，以橫穴式石室的群集墳為主。進入平安時代後，按《延喜式》記載，佐治是當時冰上郡內唯一的驛，配備八匹驛馬，佐治鄉的名稱則見於和銅6年（713年），為當時冰上郡內面積最大的鄉。保元3年（1158年），源賴季之子井上滿實的三子井上家光在蘆田庄定居，冠姓葦田，其子道家為丹波半國的押領使。承元3年（1209年），鎌倉幕府御家人足立遠政獲賜佐治庄作為領地。應仁2年（1468年），當地氏族追隨細川勝元方的內藤貞正在天龍寺一帶被畠山氏和斯波氏擊退。永祿2年（1559年）和元龜2年（1571年），山名祐豐先後攻打山垣城。黑井城之戰後的天正7年（1579年），羽柴秀長從但馬進軍，先後佔領在遠阪、山垣、栗住野和蘆田的城池，高源寺等佛寺也毀於戰火之中:65-78。
進入江戶時代後，蘆田地區最初為天領，元祿8年（1695年）時變成柏原藩的領地，佐治地區中佐治、小倉、市原和澤野最初均是柏原藩的領地，不過由於柏原藩在慶安3年（1651年）由於無人繼承而除封，一度變成天領，直至元祿8年（1695年）大和宇陀松山藩主織田信休入主柏原後，新町、中町、上町、橫町（本町）和上浦町（荒神町）重歸柏原藩，下浦町（愛宕町）、東角（東町）和下市場（山手町）則變成旗本牧氏的知行地，小倉同樣也是牧氏的領地，市原則在同年由旗本市岡氏和能勢氏相給，澤野（小和田村）和原本是其分村的奧鹽久也在同年歸入柏原藩。神樂地區最初也是柏原藩的領地，不過經過除封後，只有檜倉和大名草重歸柏原藩，大稗和小稗在貞享3年（1686年）歸入旗本小田切氏，元祿6年（1693年）變成紀伊藩領地，大稗在元祿12年（1699年）變為天領，小稗則是天領與旗本能勢氏的相給，大稗在享保10年（1725年）歸入安房北條藩，小稗則是北條藩與旗本能勢氏的相給。稻土在元祿11年（1698年）變成旗本永見氏與能勢氏的相給，惣持在翌年歸入旗本永見氏，文室則在享保10年（1725年）歸入北條藩。遠阪地區最初同樣也是柏原藩領地，不過除封後重歸柏原藩的僅有遠阪、山垣內的上地、下地和向，平地歸入旗本永見氏，中佐治在元祿8年（1695年）時變成旗本市岡氏和平岩氏的相給，分別在杉谷和中佐治設置代官所:496-680。
大政奉還後，旗本領最先歸入久美濱縣，其後成為生野縣的一部分，版籍奉還後柏原藩領和鶴牧藩領（北條藩）分別改組成柏原縣和鶴牧縣:123-126。明治4年11月2日（1871年12月13日），丹波國冰上郡、多紀郡、天田郡、丹後國和但馬國合併成豐岡縣，並且在翌年10月10日（1872年11月10日）引入大區小區制，佐治、小倉、檜倉、大名草、口鹽久、東蘆田、田井繩、栗栖野（栗住野）和西蘆田歸入第五小區，其餘則是第六小區，全體均屬於豐岡縣的第十八大區。1876年8月21日，冰上郡和多紀郡併入兵庫縣，同年9月改名為兵庫縣丹波第一區。《郡區町村編制法》在1878年7月實施後，戶長役場成立，東蘆田和田井繩、栗住野、口鹽久和西蘆田、佐治和小倉、澤野和奧鹽久、檜倉、大名草、大稗、小稗和惣持、市原、稻土、文室和中佐治、遠阪和山垣，總共七個役場，1881年7月合併成佐治組。1889年4月1日，佐治村、蘆田村、神樂村和遠阪村基於《町村制》而成立:123-137。1921年10月1日，佐治村實施《町制》後改稱佐治町。1955年4月1日，佐治町、蘆田村、神樂村和遠阪村合併成青垣町，名稱源於公開招募，與得到最高票數（234票）的佐治相比，青垣僅有一票，其意思是指町四面環山，對於由其美與幸福而成的和平且具有高文化水平的新町構築予以期待或視為象徵:429-430，而「青垣」本身就用於比喻被像樹籬般的青綠群山所包圍的狀態，不過礙於佐治這個名稱無法得到佐治地區以外三村的贊同而脫穎而出:429-430。2004年11月1日，青垣町與同郡柏原町、冰上町、春日町、山南町和市島町合併成丹波市。

## 政治

### 國政選舉
在日本眾議院選舉中，青垣地區在小選舉區制和比例代表制中分別作為丹波市和兵庫縣的一部分隸屬於兵庫縣第5區以及近畿比例代表區，兵庫5區最初由自由民主黨黨員谷洋一擔任議員，第43屆日本眾議院議員總選舉後由其子同為自民黨的谷公一接棒當選，在第45屆日本眾議院議員總選舉雖然一度敗於民主黨參選人梶原康弘，不過其後谷均勝出。在第43屆日本眾議院議員總選舉，青垣地區的投票率約70%，高於兵庫縣的平均投票率（約59%），在小選舉區投票內有效的4,237票中，取得最多票數的是2,018票的梶原康弘，其次是谷公一（1,809票），而在比例代表區投票內有效的4,236票中，取得最多票數的是自民黨（1,536票），其次是民主黨（1,494票）、公明黨（567票）、日本共產黨（316票）和社會民主黨（116票）。在日本參議院選舉中，青垣地區屬於兵庫縣選舉區，而在第20屆日本參議院議員通常選舉中投票率則達64%左右，高於兵庫縣的平均投票率（約55%），在選舉區投票內有效的3,853票中，最多人支持的是自民黨參選人末松信介（1,458票），其次是民主黨參選人水岡俊一（1,205票）、日本共產黨參選人大澤辰美（608票）、無黨派參選人原和美（223票）、片上公人（93票）和宮本一三（71票），而在參議院比例區投票內有效的3,860票中，最多人的支持的是民主黨（1,302票），其次是自民黨（1,144票），其餘政黨均不足四位數。

### 地方選舉
青垣町在2004年登記於選舉人名簿的人數為5,991人，而在第16屆兵庫縣知事選舉時，丹波市有58,296人登記於選舉人名簿內，在有效的29,109票中，由自民黨、民主黨、公明黨和社民黨推薦的井戶敏三取得其中的24,333票，日本共產黨推薦的金田峰生則取得4,776票。町議會方面，按照舊市町村劃分為四個選區，除了遠阪地區為五個名額外，其餘三個地區均是七個名額，總共26名議員:425，合併成丹波市時，最初規定市議會議席為30人，不過在2018年時已經減至20人。地方首長方面，末任町長是武田信一，他在2000年10月2日參與成立冰上郡合併協議會。

## 人口
| 統計年度                       | 蘆田   | 佐治   | 神樂   | 遠阪   | 總計   | 參考資料 |
| ------------------------------ | ------ | ------ | ------ | ------ | ------ | -------- |
| 1920年                         | 2,699  | 2,820  | 2,734  | 2,119  | 10,372 | [ 32 ]   |
| 1925年                         | 2,532  | 2,926  | 2,731  | 2,027  | 10,216 | [ 33 ]   |
| 1930年                         | 2,558  | 2,952  | 2,689  | 2,006  | 10,205 | [ 34 ]   |
| 1935年                         | 2,419  | 2,790  | 2,497  | 1,805  | 9,511  | [ 35 ]   |
| 1940年                         | 2,474  | 2,645  | 2,555  | 1,826  | 9,500  | [ 36 ]   |
| 1947年                         | 3,003  | 3,321  | 2,927  | 2,192  | 11,443 | [ 37 ]   |
| 1950年                         | 3,024  | 3,372  | 2,965  | 2,154  | 11,515 | [ 38 ]   |
| 青垣町成立後國勢調查的人口數據 |        |        |        |        |        |          |
| 統計年度                       | 總計   | 總計   | 總計   | 總計   | 總計   | 參考資料 |
| 1955年                         | 11,059 | 11,059 | 11,059 | 11,059 | 11,059 | [ 39 ]   |
| 1960年                         | 10,270 | 10,270 | 10,270 | 10,270 | 10,270 | [ 40 ]   |
| 1965年                         | 9,222  | 9,222  | 9,222  | 9,222  | 9,222  | [ 41 ]   |
| 1970年                         | 8,673  | 8,673  | 8,673  | 8,673  | 8,673  | [ 42 ]   |
| 1975年                         | 8,350  | 8,350  | 8,350  | 8,350  | 8,350  | [ 43 ]   |
| 1980年                         | 8,253  | 8,253  | 8,253  | 8,253  | 8,253  | [ 44 ]   |
| 1985年                         | 8,277  | 8,277  | 8,277  | 8,277  | 8,277  | [ 45 ]   |
| 1990年                         | 8,047  | 8,047  | 8,047  | 8,047  | 8,047  | [ 45 ]   |

| 統計年度                               | 佐治  | 小倉 | 市原 | 澤野 | 奧鹽久 | 東蘆田 | 田井繩 | 栗住野 | 西蘆田 | 口鹽久 | 檜倉 | 大名草 | 大稗 | 小稗 | 惣持 | 文室 | 稻土 | 中佐治 | 山垣 | 遠阪 | 總計  | 參考資料 |
| -------------------------------------- | ----- | ---- | ---- | ---- | ------ | ------ | ------ | ------ | ------ | ------ | ---- | ------ | ---- | ---- | ---- | ---- | ---- | ------ | ---- | ---- | ----- | -------- |
| 1995年                                 | 1,200 | 263  | 366  | 813  | 57     | 830    | 295    | 302    | 488    | 228    | 139  | 723    | 179  | 178  | 130  | 153  | 287  | 411    | 430  | 485  | 7,957 | [ 46 ]   |
| 2000年                                 | 1127  | 266  | 363  | 741  | 52     | 790    | 277    | 335    | 443    | 196    | 123  | 651    | 145  | 164  | 110  | 120  | 266  | 418    | 391  | 423  | 7,401 | [ 47 ]   |
| 丹波市成立後青垣地區的國勢調查人口數據 |       |      |      |      |        |        |        |        |        |        |      |        |      |      |      |      |      |        |      |      |       |          |
| 2005年                                 | 1041  | 246  | 411  | 698  | 57     | 797    | 260    | 306    | 406    | 184    | 131  | 610    | 123  | 147  | 110  | 113  | 247  | 336    | 376  | 359  | 6,958 | [ 48 ]   |
| 2010年                                 | 948   | 219  | 447  | 607  | 51     | 747    | 215    | 247    | 376    | 176    | 152  | 553    | 111  | 123  | 105  | 105  | 224  | 327    | 345  | 331  | 6,409 | [ 49 ]   |
| 2015年                                 | 886   | 217  | 435  | 520  | 51     | 713    | 209    | 253    | 349    | 178    | 140  | 473    | 104  | 120  | 108  | 122  | 208  | 304    | 324  | 293  | 6,007 | [ 50 ]   |

蘆田地區、佐治地區、神樂地區和遠阪地區在1888年6月20日時的人口分別是2,794人、3,031人、2,753人和2,430人:132-137，合併成青垣町後則分別是2,928人、3,339人、2,908人和2,184人:431，其後按年遞減，人口在合併成丹波市後仍然持續減少，2011年時成為市內人口老齡化最為嚴重的地區，65歲以上人口佔35%，少子化也相當顯著，14歲以下的人口僅12.2%，而早在1968年時神樂地區和遠阪地區便已被指定為振興山村，同時青垣地區也是特定農山村和過疏地域。

## 經濟與交通

### 產業與交通

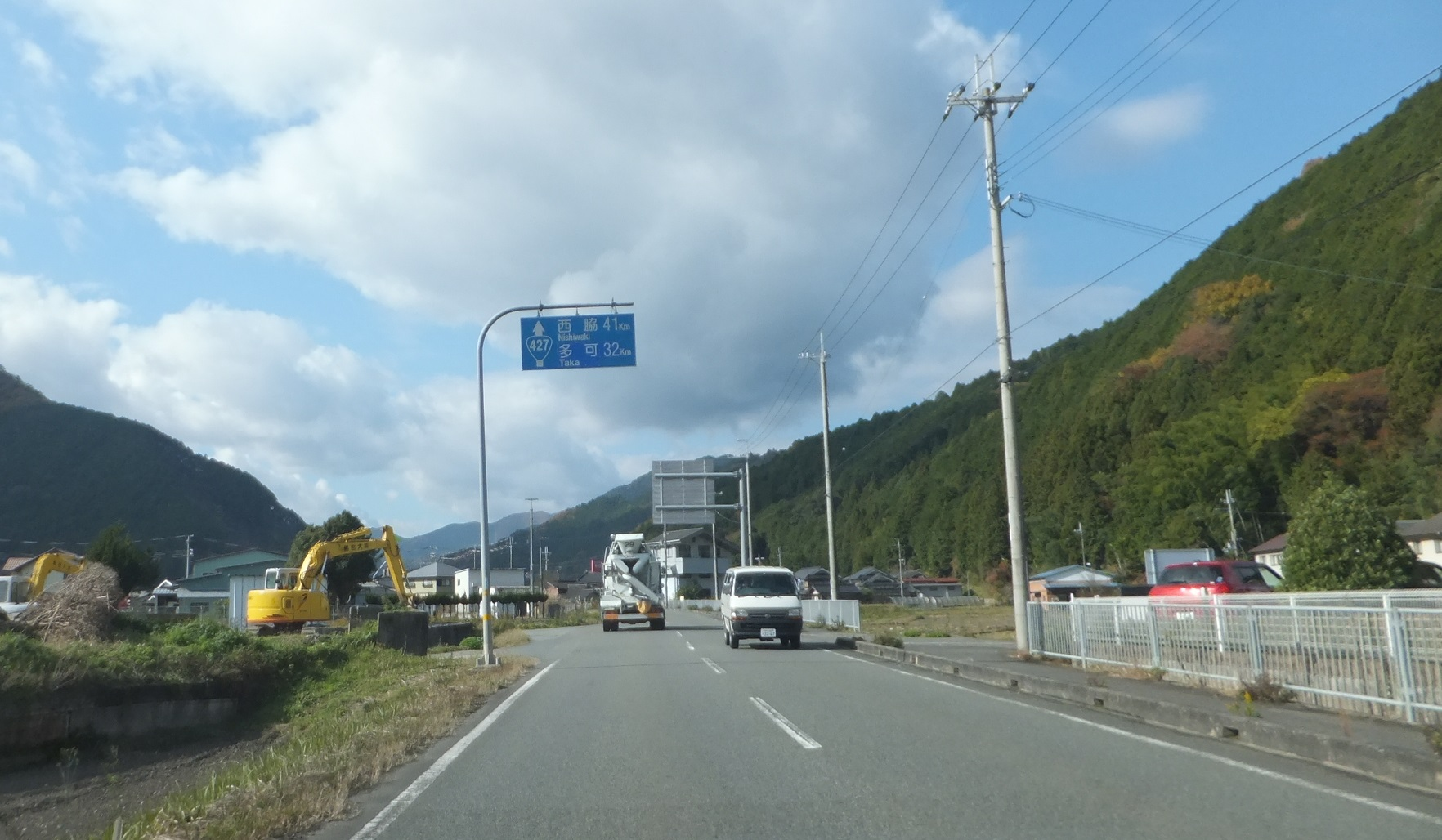
位於小倉附近的國道427號

青垣町的主要產業是農業、養蠶、畜牧、林業和商工業，工業又包括木材加工、製造瓦片、丹波布、寒天和杜氏等等。其中，農業方面由於町內缺乏平地，因此通過整理耕地、建造排水道以及引入鹽水選等技術來改善，農作物本身則以稻米為主，在1934年時的調查中，產量佔農作物中的58.7%。與此同時也有農民同時從事畜牧業，養乳牛和雞，而部分農民在冬季時也會從事林業，並且生產木炭，不過在2005年時從事這些第一產業的人口已經跌至青垣地區人口的8.8%。養蠶方面，在寬政6年（1795年）出版的《丹波志》已經有佐治和小稗的養蠶相關的記述，產量佔農作物中的24.3%，其蠶絲也曾經是西陣織和丹後縮緬的原材料，雖然一度通過機械化生產輸出至海外，不過最終不敵時代的洪流而在大正年間逐漸衰退。商業方面，青垣町的商店主要集中於佐治地區，在1930年時達182家，町內總計則是259家，不過到1950年時已經減至132家，2002年時僅餘73家。伴隨著養蠶的式微，隨而代之的是工業，根據1956年的統計，當時最多的是木材加工，共有12家，全部工場總計有53家，2003年時跌至38家:216-260。交通方面，青垣地區內有連接北近畿豐岡自動車道的青垣交流道、國道427號、國道429號和兵庫縣道7號青垣柏原線等等。公共交通方面，青垣地區內有神姬綠巴士經營的50至53號線、全但巴士、西日本JR巴士和阪急巴士經營的高速巴士路線。此外，青垣地區內也有觀光巴士青垣觀光巴士。

### 金融機構
青垣町在江戶時代的金融機構有賴母子講。1893年12月，當地最初的銀行佐治銀行成立，總店設於佐治，後來在1898年3月和1902年5月分別於石生（現丹波市冰上町石生）和和田（現丹波市山南町和田）開設分店。與此同時，冰上銀行也同樣將總店設於佐治，分別在1897年10月和1905年7月於成松（現丹波市冰上町成松）和國領（現丹波市春日町國領）開設分店。佐治銀行和冰上銀行在大正年間時均由於經營不善而相繼倒閉，冰上郡內各銀行也陸續併入神戶銀行，神戶銀行也一度在佐治設立了分店，不過在將其降格為成松支店佐治出張所不久後關閉，僅每週派巴士巡迴兩次來彌補。其後，各地區的信用組合也開始成立，1965年3月31日合併成青垣町農業協同組合，青垣町農協在1990年12月1日與柏原町、山南町、冰上町、市島町和春日町的農協合併成丹波冰上農協:262-267、293，而丹波冰上農協在青垣地區則分別設有青垣分店和青垣營農經濟中心。此外，中兵庫信用金庫也在青垣地區設有分店，日本郵便則分別在青垣各地區各設有一家郵局。

## 宗教

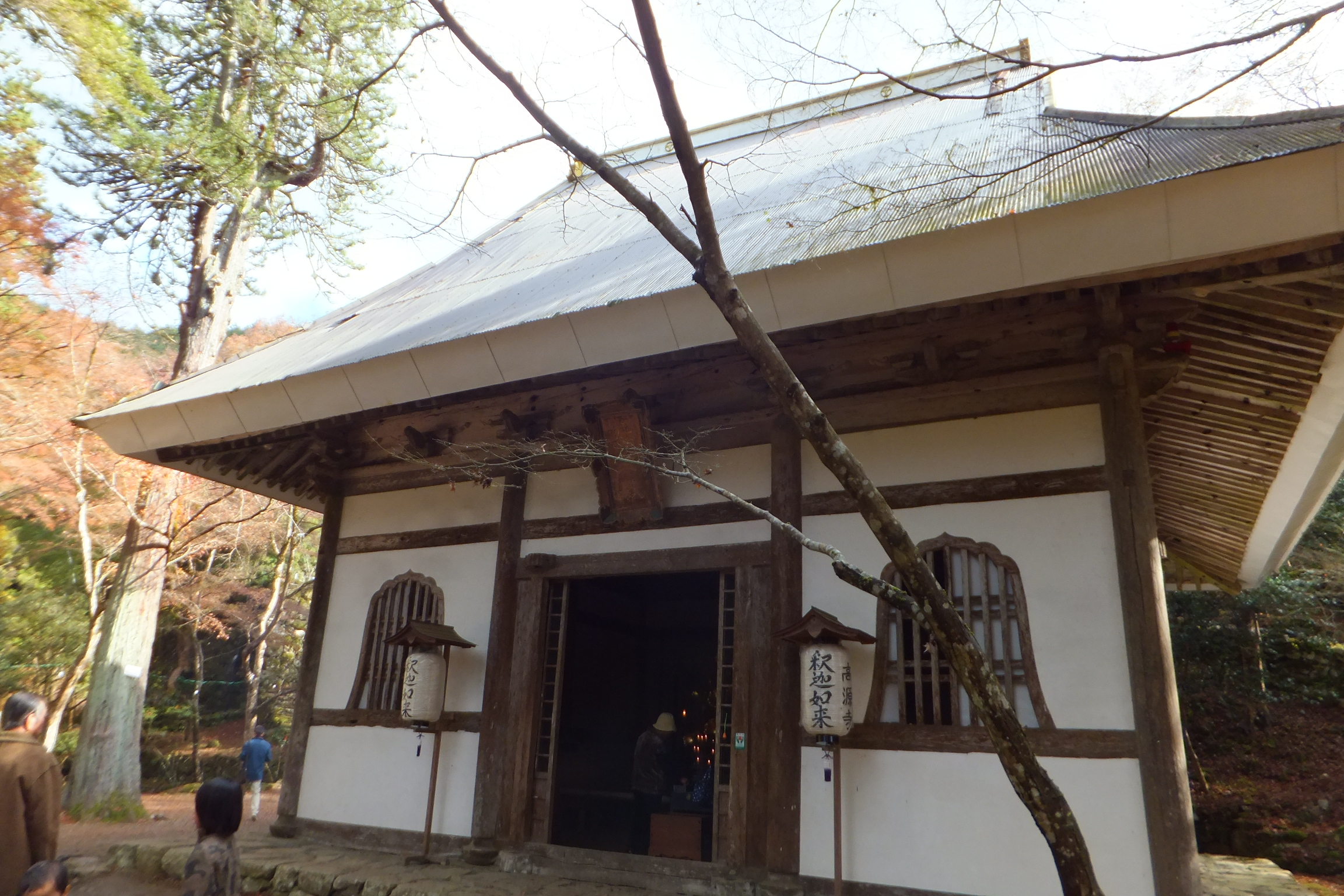
高源寺

青垣町內有三座式內社，分別是位於小倉以天鈿女命為主祭神的縣社佐地神社、位於東蘆田以仲哀天皇為主祭神的村社高座神社以及位於栗住野以天押雲根命為主祭神的村社蘆井神社。另外也有九座村社，分別是位於佐治以櫛名田比賣為主祭神的八柱神社、位於澤野以應神天皇為主祭神的八幡神社、以天照大神為主祭神的皇大神社、以天鈿女命為主祭神的神樂神社、位於奧鹽久以高皇產靈尊為主祭神的宇德神社、位於田井繩以賀茂別雷命為主祭神的天神社、以天照大神為主祭神的大神宮神社、位於口鹽久以建御雷為主祭神的春日神社以及位於遠阪以伊奘冉尊為主祭神的正一位今出熊野神社。佛寺方面，青垣町內有曹洞宗、淨土真宗本願寺派、臨濟宗妙心寺派、淨土宗、天台宗、法華宗真門流和高野山真言宗的寺院。其中，曹洞宗寺院均是圓通寺的末寺，有位於澤野的養德寺、東蘆田的瑞雲寺、田井繩的觀音寺、栗住野的寶林寺、文室的雲林寺和中佐治的長松寺，淨土真宗本願寺派寺院則有位於佐治的西住寺、澤野的照德寺、東蘆田的明光寺、田井繩的妙福寺和西蘆田的安養寺，臨濟宗妙心寺派寺院有位於檜倉的高源寺、大稗的再興寺、稻土的大燈寺、遠阪的雞足寺和山垣的報恩寺。淨土宗寺院方面則多為知恩院的末寺，有位於佐治的稱念寺、大名草的正覺寺和小稗的專稱寺，中佐治的來迎寺則是稱念寺的末寺，天台宗有位於東蘆田的胎藏寺和惣持的觀音寺。此外，尚有位於小倉的法華宗真門流本隆寺的末寺妙法寺與大名草的高野山真言宗南院多聞院的末寺常瀧寺:497-670。

## 教育

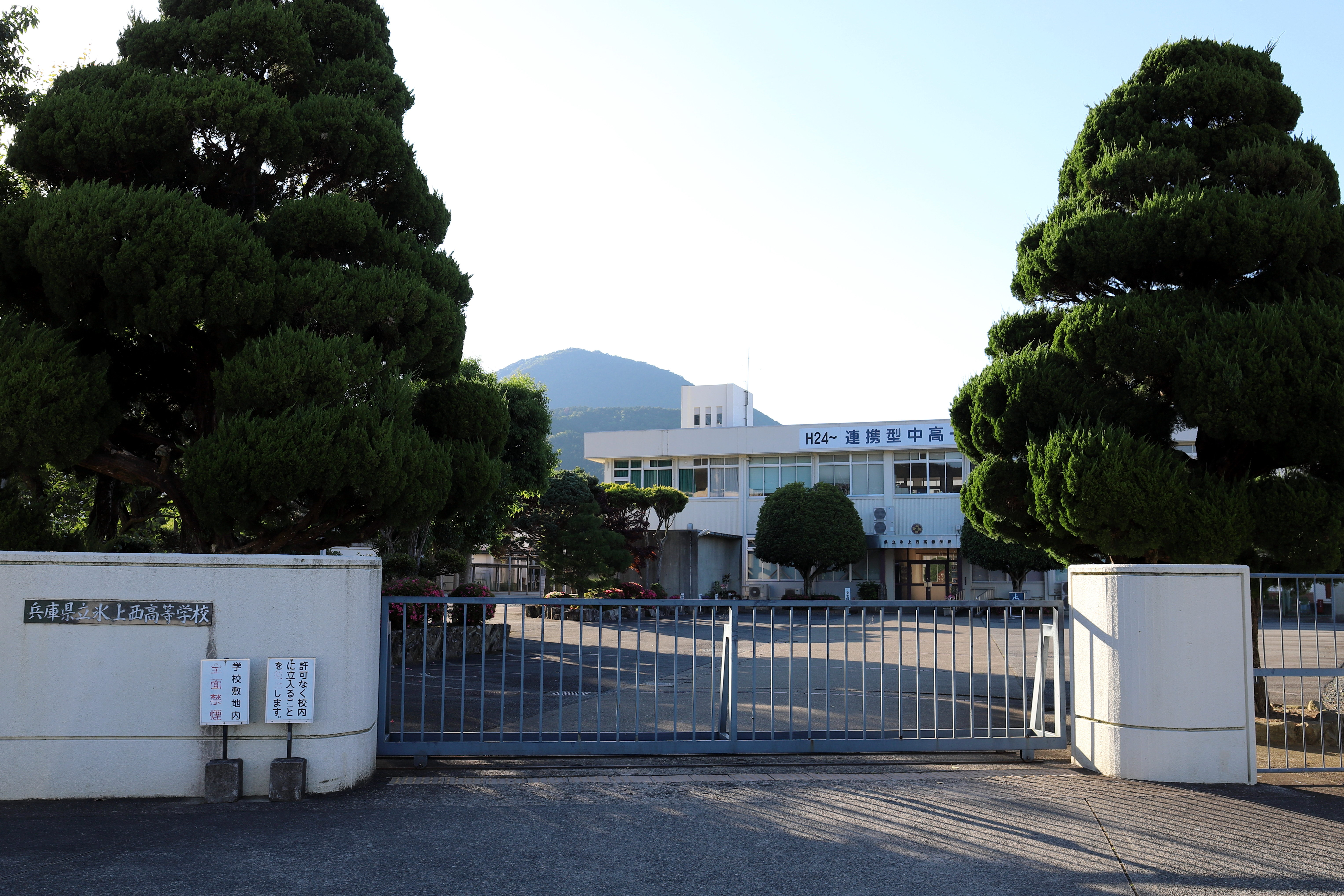
兵庫縣立冰上西高等學校

在學前教育方面，青垣町過去至少設有蘆田保育園、神樂保育園、青垣町北保育園和青垣幼稚園，2011年4月時合併成認定兒童園青垣。在初等教育方面，青垣町過去曾經設有蘆田小學校、佐治小學校、神樂小學校和遠阪小學校，2017年4月1日合併成丹波市立青垣小學校，中等教育最初也同樣按地區分設四家中學，其後在1961年4月合併成青垣町立青垣中學校，合併成丹波市後改稱丹波市立青垣中學校，高中則設有兵庫縣立冰上西高等學校，該校最初是兵庫縣立柏原高等學校的佐治分校，1955年4月1日改稱兵庫縣立柏原高等學校青垣分校，1976年4月獨立並且改稱兵庫縣立冰上西高等學校，2012年4月與青垣小學校、青垣中學校改組成一條龍學校。